# Unión Deportiva Orensana
La Unión Deportiva Orensana fue un equipo de fútbol español fundado en 1940 en Orense y desaparecido en 1952. Jugó su última temporada en la Segunda División de España. Se fundó tras la unión del Galicia SC Orense y del Burgas FC, y tras su disolución se creó el Club Deportivo Ourense en su lugar.

## Temporadas
| Temporada | Nivel | Categoría | Posición | Copa del Rey |
| --------- | ----- | --------- | -------- | ------------ |
| 1942/43   | 4     | Serie A   | 3.º      |              |
| 1943/44   | 3     | 3.ª       | 7.º      | 2.ª ronda    |
| 1944/45   | 3     | 3.ª       | 2.º      |              |
| 1945/46   | 3     | 3.ª       | 1.º      |              |
| 1946/47   | 3     | 3.ª       | 5.º      |              |
| 1947/48   | 3     | 3.ª       | 2.º      | 2.ª ronda    |
| 1948/49   | 3     | 3.ª       | 1.º      | 1.ª ronda    |
| 1949/50   | 2     | 2.ª       | 8.º      | 2.ª ronda    |
| 1950/51   | 2     | 2.ª       | 9.º      |              |
| 1951/52   | 2     | 2.ª       | 14.º     |              |

- 3 temporadas en Segunda División
- 6 temporadas en Tercera División

## Entrenadores
- Cuqui Bienzobas (1949-50)
- Armando Márquez Ligorri (1950-51)
- Pere Solé Junoy (1951)
- Ricardo Gallart Selma (1952)